# Wyspy Dziewicze Stanów Zjednoczonych na Mistrzostwach Świata w Lekkoatletyce 2009
Wyspy Dziewicze Stanów Zjednoczonych na Mistrzostwach Świata w Lekkoatletyce 2009 – reprezentacja Wysp Dziewiczych Stanów Zjednoczonych podczas czempionatu w Berlinie liczyła 4 członków.

## Zawodnicy

### Bieg na 100 m mężczyzn
- Adrian Durant - 44. pozycja - 10.46 sek.

### Bieg na 100 m kobiet
- Courtney Patterson - 39. pozycja - 11.88 sek.

### Bieg na 200 m kobiet
- LaVerne Jones-Ferrette - 9. pozycja w półfinale - 22,74 sek.

### Bieg na 400 m mężczyzn
- Tabarie Henry - 4. miejsce w finale - 45,42 sek.